# 水崎綾
水崎 綾（みずさき あや、1987年12月10日 - ）は、日本の女優、タレントである。旧所属事務所はT'sナインハーフ。千葉県出身。愛称は「みちゃ」「みーちゃん」「あやや」「みずしゃき」。

## 略歴
- 2005年8月 TBS「細木数子のズバリ言うわよ!女子高生SP」に出演。
- 2006年4月よりダンスボーカルユニット「M式」メンバー（Misaki）として活動開始、歌唱力とダンスを身につける。
- 2007年6月 同ユニット卒業。
- 2009年10月 現在の芸名に改名。透明感のある「水」を用いたくて、本人が命名。
- 2010年2月1日　木野るるとともにユニット「DiVO」結成。
- 2010年6月‐2012年 関東でちゃう!ガールズに参加。各地のパチンコホールで来店活動を行う。
- 2012年10月 サンスポアイドルリポーター SIR2期候補生（14名）に選出される。キャッチフレーズは「清純派女優を気取る毒舌アイドル」
- 2013年1月24日 サンスポアイドルリポーター SIR2期生（4名）に選出される。イメージカラーは白。キャッチフレーズは「白のキャンバス「あなた色に染まります♡」」
- 2015年3月9日 卒業ライブをもって サンスポアイドルリポーター SIRを卒業。

## 人物
- 趣味：料理、洗濯
- 食べ物：フルーツやしょっぱいものが好き。ぐにょぐにょした食べ物が苦手。
- スターバックスコーヒーのファンで自らも1年ほど店員として働いたことがある[1]。
- 上記と同じ理由でレッドブルガールとして働いたこともある。

## 出演

### テレビ
- 2005年8月 TBS「細木数子のズバリ言うわよ!女子高生SP」
- 2009年 テレビ東京「今夜もドル箱!! EX」
- 2009年11月 TBS「ホリさまぁ〜ず」
- 2011年 テレビ朝日「全力坂」（1月6日 西坂、2月7日 七曲坂）
- 2012年 テレビ朝日「妄想捜査～桑潟幸一准教授のスタイリッシュな生活」6話ゲスト
- 2012年11月 日本テレビ「踊る!さんま御殿!!」再現VTR・毒舌OL 役
- 2013年6月 スカパー!759 パチテレ！「パチテレ情報007」
- 2013年7月・8月・11月 日本テレビ「踊る!さんま御殿!!」再現VTR・OL 役 / 恋人 役、他
- 2013年8月 スカパー! パチテレ！「第1回ゲストは大崎一万発 #27」
- 2013年8月 テレビ埼玉「東京ダイナマイトの素晴らしいTV」
- 2013年12月 テレビ東京「東京トイボックス」

### テレビCM
- 2013年 メガネ「プラクリーン」
- 2013年 千葉県観光物産協会・早春の観光キャンペーン「元気あげます！ 春の房総」
- 2020年 エバラ食品 黄金の味「レモンは漢字です」篇・「We Love OHGON!!」篇

### 舞台
2009年
- ON YOUR MARKS kunoichi.TV feat. DOUBLE HEAD （2009年4月4日 - 5日、エンターテイメントカフェPINK BIG PIG）
- Kunoichi.TV「GET SET」（2009年7月25日 - 26日、銀座小劇場）
- 朝倉薫演劇団「恋する悪魔」（2009年8月21日 - 23日、銀座みゆき館劇場） - ジヌエル 役
- ヒューマン ラブ エイド「IMAGINE 9.11」（2009年9月10日 - 13日、両国・シアターX）

2010年
- 劇団空感エンジン「それゆけ!遠山一家～龍之介 浮気?本気?兄弟仁義の巻!!～」（2010年4月8日 - 12日、東日本橋・Air studio） - 楓 役
- 劇団空間エンジン「アクアステージ」（2010年7月3日 - 8日、東日本橋・AQUA studio）
- 「永遠の一秒」（2010年9月17日 - 26日、東京グローブ座）アンサンブル出演
- エアースタジオ「SAKURA」Aチーム（2010年11月3日 - 7日、東日本橋・AQUA studio） - 春 役（幕末の新選組隊士の妻）

2011年
- エアースタジオ「PRIDE」（2011年2月9日 - 13日、東日本橋・AQUA studio）
- 劇団夜想会「俺は君のためにこそ、死ににいく」月組（2011年4月12日 - 17日、紀伊國屋ホール） - 宮内節子 役（女子挺身隊員）
- 女神座ATHENA「冬椿」（2011年12月8日 - 11日、高田馬場ラビネスト） - アカツキ / シノノメ 2役

2012年
- 「Girls in a Cycle」（2012年3月29日 - 4月1日、タイニイアリス） - 絢 役
- キタムラ印プロデュース「VERSUS -バーサス-」（2012年8月1日 - 5日、ウッディシアター中目黒） - 猪熊あみ 役（合コン好きの女子大生）
- T's「DISCORD」（2012年11月21日 - 25日、Live theater 間～まほろ～）

2013年
- キタムラ印プロデュース「MARIONETTES‐マリオネッツ‐」（2013年2月20日 - 24日、中目黒キンケロシアター） - 瀬戸マリエ 役（10歳の少女）

2014年
- ヴァカーエンターテインメント「僕と幻の図書館」（2014年2月12日 - 17日、テアトルBONBON） - 赤ずきんちゃん/キャップ 役
- キタムラ印プロデュース「ハナレウシ」（2014年6月25日 - 29日、スペース・ゼロ） - おうの 役
- 演劇集団イヌッコロ「ご町内デュエル」（2014年10月14日 - 19日、中野ザ・ポケット）

2015年
- シザーブリッツ「グッドファーザー」Bチーム（2015年4月1日 - 5日、笹塚ファクトリー） - 黒龍竜子 役
- ワイアールジャパン×ヒエロマネジメント「SKY」Aチーム（2015年5月27日 - 6月1日、横浜O-SITE）
- 朝劇 下北沢「下北LOVER」（2015年6月21日、VIZZ CAFE） ゲスト
- ワイアールジャパン＆ヒエロマネジメントPRESENTS「The CALVARY-義賊・五右衛門異伝-」（2015年7月23日 - 25日、新宿村LIVE） - 小波 役
- 疾駆猿「VAGUENIGMA-1999-宮堂青年の幻怪モラトリアム」（2015年10月21日 - 25日、シアターKASSAI） - 蓮上祈祝礼  役（初主演舞台作品）
- 企画エンタテインメント集団CHARM「CLIMAX」（2015年12月2日 - 6日、サンモールスタジオ）
- のぶニャがの野望「このニャかに人猫（じんびょう）がいるニャ」（2015年12月19日 - 20日、俳優座劇場） - ミャーゴ姫 役

2016年
- ディー・コンテンツプロデュース「レプリカ」（2016年1月13日 - 17日、笹塚ファクトリー）
- クリエイティヴ零-ZERO-「プライム輪舞曲～素数と宝剣（つるぎ）と金庫の謎～」（2016年2月11日 - 15日、シアターKASSAI） - 井上文 役
- PAPADOGプロデュース「青、それは明日の色」（2016年3月23日 - 27日、シアターグリーン BASE THEATER） - 主演 シータ 役
- ENG「Second you sleep～セカンドユースリープ～」翠（2016年5月18日 - 23日、上野ストアハウス） - トキ 役
- 疾駆猿「VAGUENIGMA-1999-蓮上祈祝礼の夢現モラトリアム」（2016年6月15日 - 26日、シアターKASSAI） - 主演 蓮上祈祝礼 役
- 爆走おとな小学生「転校生革命」（2016年7月26日 - 31日、シアターKASSAI） - 春美 役
- ENG「バックトゥザ舞台袖」～The stagewing of THRee'S～（2016年9月23日 - 10月2日、シアターグリーンBIG TREE THEATER）
- ツツシニウム「キニナルナカミ」（2016年10月12日 - 16日、RAFT） - 大木朋子 役
- 爆走おとな小学生「初等教育ロイヤル」（2016年11月23日 - 27日、新宿村LIVE） - 中村さん 役
- ピウス企画「コンカツ狂騒曲」（2016年12月17日 - 25日、サンモールスタジオ） - 二階堂桜 役

2017年
- ディー・コンテンツプロデュース「Re:call」（2017年1月25日 - 29日、中野ザ・ポケット）
- ボクラ団義「飛ばぬ鳥なら落ちもせぬ～梟雄と呼ばれた男 右筆と呼ばれた男～」（2017年4月4日 - 16日、吉祥寺シアター） - 太田暁美 役
- 朝劇 西新宿「恋の遠心力」（2017年4月30日、GLASS DANCE 新宿） ゲスト
- ピウス企画「PLAYROOM」（2017年5月17日 - 21日、シアターKASSAI） - 二ノ宮敦子 役
- ENG「メトロノウム」（2017年6月28日 - 7月3日、日暮里d-倉庫） - アリス 役
- 爆走おとな小学生「勇者セイヤンの物語（真）」（2017年7月26日 - 30日、CBGKシブゲキ!!） - 街の人2 役
- 舞台「追放選挙」（2017年8月23日 - 27日、新宿村LIVE） - 百合園志歩理 役
- 疾駆猿「VAGUENIGMA-1959 明地百華の御節介メモアーズ【斬糸】」（2017年10月21日 - 29日、シアターKASSAI） - 蘆屋宗近 役
- DMF/ENG「クレプトキング」（2017年11月15日 - 20日、六行会ホール） - 宝角杜華 役
- ルドビコ「OTHELLO-オセロ-～青い薔薇と緑の炎～」（2017年12月15日 - 25日、サンモールスタジオ） - デズデモーナ 役

2018年
- ツツシニウム「ノコッタカンカク」（2018年2月8日 - 12日、八幡山ワーサルシアター）
- ENG「ロスト花婿」（2018年3月16日 - 25日、池袋・シアターグリーン BIG TREE THEATER） - 小悪魔 役
- SP/ACE＝project「アリスの愛はどこにある」（2018年4月25日 - 29日、新宿シアターモリエール）
- UZR「雨宿りにコーヒーを」(2018年6月21日 - 26日、新宿・サンモールスタジオ）
- ピウス企画「虚言癖倶楽部」Bチーム（2018年7月11日 - 16日、サンモールスタジオ） - 倉島典子 役
- DMF/ENG「メイカ 魔女と幕末の英雄」（2018年8月29日 - 9月2日、新宿・シアターサンモール） - おうの 役
- 「Over Smile」（2018年9月15日、CBGKシブゲキ!!） - ゲスト出演
- RINCO PRODUCE STAGE「リミット・オブ・タイムラグ」（2018年10月5日 - 14日、CBGKシブゲキ!!）
- 疾駆猿『VAGUENIGMA -the Fates II- 曇烏探偵の調査リポート【熱糸】/ 黒冠木探偵の回帰リアリズム【廻糸】/ 明地京果の不可避システム【交糸】（3作品上演）』（2018年11月17日 - 25日、千歳船橋・APOCシアター） - 声の出演
- dopeAdope「スーパーノバ」（2018年11月28日 - 12月9日、池袋・シアターグリーン BASE THEATER） - 野庭今日子 役

2019年
- 企画演劇集団ボクラ団義 「遠慮ガチナ殺人鬼」（2019年1月9日 - 20日、中野 ザ・ポケット） - 織川千夏 役
- ピウス企画「女王の戦略」（2019年3月13日 - 17日、池袋・シアターグリーン BIG TREE THEATER） - 野崎鈴花 役
- ENG「Second you sleep～セカンドユースリープ～」翠チーム（2019年4月17日 - 28日、日暮里d-倉庫） - トキ 役
- 疾駆猿「VAGUENIGMA～2005～喪失世代の懐疑レゾンデートル」（2019年5月22日 - 26日、下北沢Geki地下Liberty） - 主演 蓮上祈祝礼 役
- X‐QUEST『TRICOLOR STAR』（2019年6月15日 - 26日、花まる学習会王子小劇場）
  - 「新説・金と銀の鬼～リング」
  - 「なにもない空間の男」

- ピウス企画「ヒューマンエラー」（2019年8月8日 - 18日、中野ザ・ポケット） - 村上星満 役
- カフェゲキ～ちょっと特別なひとときを館林で～（2019年8月24日、つつじが岡公園シュガーヒルカフェ）
- ENG「探偵なのに」（2019年10月9日 - 15日、池袋シアターグリーンBIG TREE THEATER） - 植下奈々実 役
- dopeAdope step.4「ドープアウト」（2019年10月30日 - 11月4日、池袋シアターKASSAI） - 笹森知美/目黒真菜子 二役

2020年
- カガミ想馬プロデュース『熱海殺人事件』「ザ・ロンゲストスプリング」（2020年1月29日 - 2月9日、新三河島・キーノート・シアター） - 水野朋子 役
- ツツシニウム「ツバメの幸福」（2020年9月9日 - 13日、新三河島・キーノート・シアター） - ツバメ 役
- DMF/ENG「ハイドクナイフ」（2020年10月7日 - 11日、六行会ホール） - 鎮西しずめ 役
- レジェンドステージ「Nightmare Hospital～七つの罪に花束を～」（2020年12月2日 - 6日、草月ホール） - 英聖子 役

2021年
- ベニバラ兎団「脳漿炸裂ガール2～俗物奇行～Anarchy in the Journey」（2021年6月2日 - 6日、六行会ホール） - 人形愛憎ガール 役
- ザ・ファイナル・セカンド～永遠の一秒、1989～（2021年11月5日 - 7日、彩の国さいたま芸術劇場） - 邦子・江間綾香 役

2022年
- T-gene stage「愛をなくした男」（2022年5月18日 - 22日、すみだパークシアター倉）
- ENG「ロスト花嫁」（2022年6月8日 - 12日、六行会ホール） - 小悪魔 役
- TKmeets「太陽にホエール」（2022年7月27日 - 31日、ステージカフェ下北沢亭）
- T-gene stage「笑わない君と笑う僕」（2022年10月26日 - 30日、下落合・TACCS1179） - ノノムラアカリ 役
- Bobjack Theater「幸福レコード2022」（2022年12月21日 - 25日、下落合・TACCS1179） - 宮坂すみれ 役

2023年
- ENG「missing～混血のハッシュタグ～」（2023年3月8日 - 12日、六行会ホール） - ナタリア・ジョスリン・ジョーンズ 役
- TKmeets「TKmeets2リーディングライブ!!」（2023年3月31日、ステージカフェ下北沢亭）
- dopeAdope「ホリデースナッチ」（2023年4月20日 - 24日、吉祥寺シアター） - 谷川菜摘 役
- pa-pi-produce「SUMMER FREESIA EXPRESSION」（2023年6月14日 - 18日、大塚・萬劇場） - 川口萌子 役
- たみしょうプロデュース「プリズンDEベイビー」（2023年9月6日 - 10日、池袋・シアターKASSAI） - ナタリー・レイン 役
- VAGUENIGMA Project「VAGUENIGMA-the Fates Zero- 三淑女の纒綿ダイアリーズ」（2023年10月19日 - 29日、上野ストアハウス） - 蓮上ちゑ 役

2024年
- ENG「FROG〜新選組寄留記〜」（2024年3月20日 - 24日、六行会ホール） - みとせ / 聖川トシミ 役
- 劇団6番シード「Life is Numbers」クローバーside（2024年5月2日 - 7日、大塚・萬劇場） - 一之瀬遥 役
- カガミ想馬プロデュース「イリクラ2024〜Iridescent Clouds〜」（2024年7月18日 - 21日、六行会ホール） - 桃花 役
- ENG「missing〜ドラゴンズ・バックへの歩調〜」（2024年8月21日 - 25日、六行会ホール） - ステラ・ウニオン 役
- X-QUEST「色彩組曲〜七人の息子と灰色夜想曲〜」（2024年12月18日 - 22日、王子小劇場）
- Poppin' Shower「星空ハーモニー2024」（2024年12月26日、池袋・シアターグリーンBIG TREE THEATER） - 日替わりゲスト 流星光 役

2025年
- ENG「九龍の玉漿」（2025年3月19日 - 23日、六行会ホール） - 潘 月梅（パン･ユーメイ） 役
- 劇団6番シード「ボイルド・シュリンプ&クラブseason3～新宿に引っ越しました～」（2025年5月21日 - 25日、新宿シアタートップス） - 前島朋美（響） 役

### 映画
- 2010年 「Oh!透明人間」岸川 役

### ゲーム
- 「魔都紅色幽撃隊」（2014年4月10日、アークシステムワークス）楓伊久 役[53][54][55]

### ネット放送
- 「GIRLS TRAIN」（2009年）
- 「AYA☆AYA」（スカイクラッドTV、2011年-2012年）
- SIRアミューズメント放送局「アイドルリポーターのキセキ」（下北FM／ニコニコ生放送公式チャンネル、2013年3月7日）
- SIRアミューズメント放送局「開店!SIRの生カフェ」（ニコニコ生放送公式チャンネル、2012年11月2日-2014年10月31日）
- SIRパチンコ放送局「新装開店!SIRの生パチ!」（ニコニコ生放送公式チャンネル、2014年11月7日-2015年3月6日）